# Rumpel (Kartenspiel)

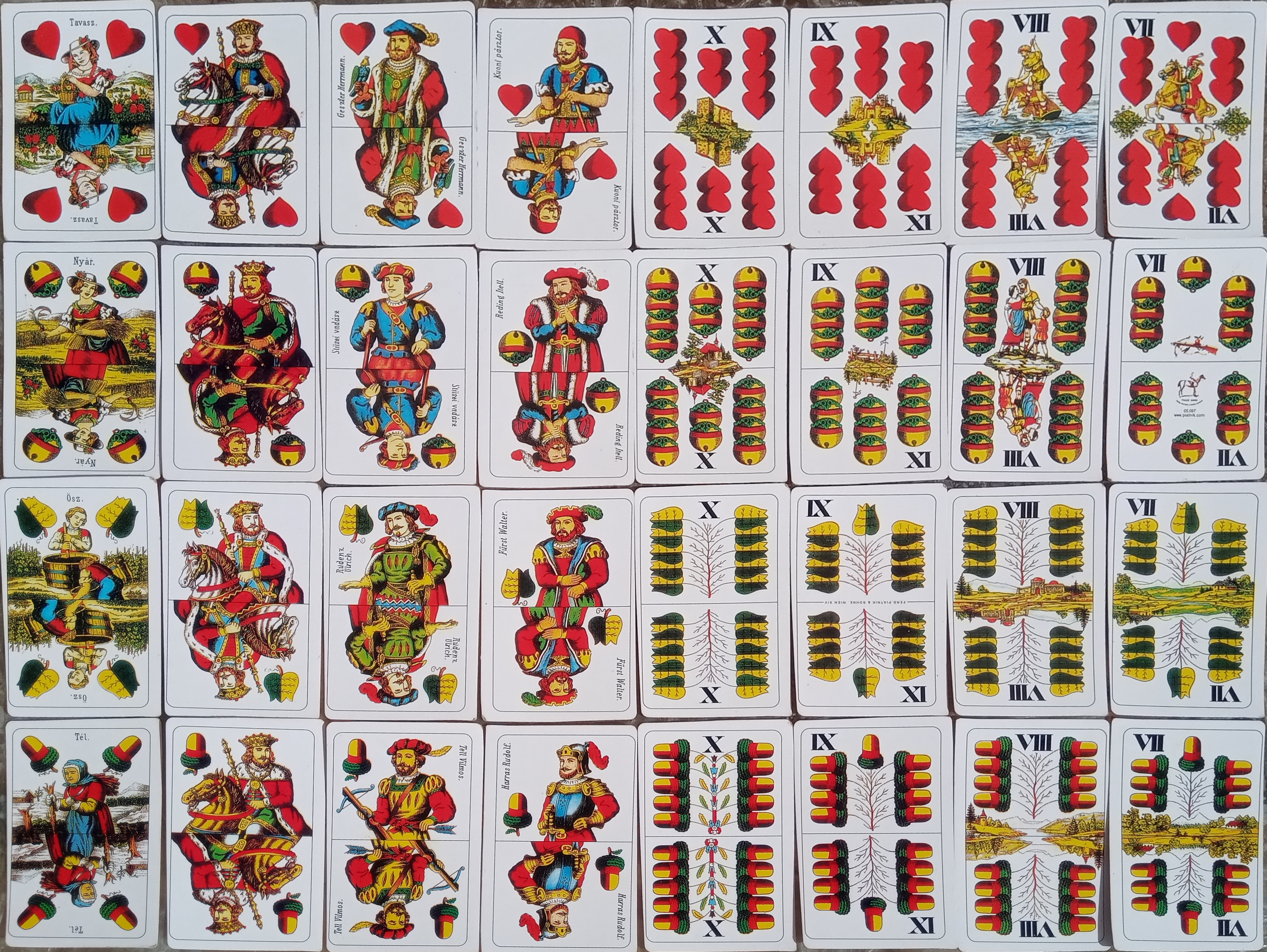
Ein fertiggestelltes „Rumpel“

Rumpel ist ein Kartenspiel, das in der Region Donau von Regensburg bis Linz heimisch ist. Es wird aber insbesondere in der Gegend um Hauzenberg im bayerischen Landkreis Passau gespielt. Mala beschreibt eine Variante mit 29 Spielen, namens Großer Rumpel.

## Geschichte
„Rumpelspiel“ ist ein altes deutsches Wort; Martin Luther beschreibt die Welt als den „Teufels Rumpelspiel“ aber es ist unklar, ob er ein Kartenspiel im Sinn hatte. Die früheste eindeutige Aufzeichnung ist ein Tagebucheintrag, auf den 5. Mai 1715 geschrieben, worin ein Augsburger feststellte, dass er für „drey Maaß Bier, zwey Brod [und einen] Wurst“ 12 Kreuzer 2 Heller bezahlt hatte; und „Im Rumpelspiel verloren 27 Kreuzer“.
Ein sehr ähnliches Spiel, Quodlibet, wurde schon 1845 gespielt, insbesondere in Studentenkreisen als Trinkspiel. In einem 400. Jubiläumsmagazin der Universität Tübingen beschreiben Studenten aus Mainz die Regeln des Quodlibets. Laut Mala ist Rumpel ein Überbleibsel der Türkenkriege.
Rumpel wurde anscheinend schon in den 1850er Jahren in Erlangen gespielt, weil es als eines der Spiele erwähnt wird, zusammen mit dem Tarock und Skat, das um diese Zeit das Kartenspiel Schlauch längst ersetzt hatte.
1882 veröffentlichte Rost eine Abhandlung über Rumpel, das er mit Quodlibet gleichsetzt. Er listete zwanzig Spiele auf, aus denen normalerweise man nur die ersten zehn plus ein oder zwei der anderen tatsächlich spielte. Er sagte auch, dass in Nürnberg das Spiel „in allen sozialen Kreisen einen großartigen Empfang gehabt hat.“
1890 lesen wir über einen Rumpel-Wettbewerb in einer Griesbacher Kneipe in der Nähe von Passau, wo es neben dem Grasobern gespielt wurde. Es gab Preise: jeweils einer für anscheinend verschiedene Spiele oder Verträge, bekannt als „Naturrumpeln“, „Generalquarte“ und „Mach-Rumpeln“, sowie für die meisten und wenigsten Stangen und jeder Partei, die den ersten Platz erlangte.
Als Studentenspiel wurde Rumpel jedoch in den 1970er Jahren von Lehrer Karl Rothdauscher vorgestellt, der dort 31 Jahre lang arbeitete.  Der Name des Spiels in Hauzenberg ist aus dem Sondervertrag von Rumpel abgeleitet. Ein Rumpelspiel besteht aus einer Sequenz von acht einzelnen Spielen. In besonderen Fällen gibt es auch die Sonderspiele „Quart“ und sogar „Rumpel“.

## Spielregeln

### Ziel
Das Ziel ist es, so wenige Strafpunkte wie möglich zu erzielen.

### Rumpel (1882)
Laut Rost umfasst Rumpel oder Quodlibet mehr als hundert Rumpelspiele, aber er wollte nur die zwanzig gebräuchlichsten zusammensetzen. „In den meisten Fällen werden die Spiele 11–20 weggelassen oder aus dieser Reihe einzelne gegen solche der Serie 1–11 eingeschaltet; die ganze Anzahl durchzuspielen empfiehlt sich nur dann, wenn viel Zeit, Stoff und Humor vorhanden ist.“ Seine Regeln nehmen einige Vorkenntnisse an. Es gibt immer vier aktive Spieler, aber bis zu sieben können möglicherweise teilnehmen. Es wird ein deutsches 32-Blatt-Kartenspiel wird verwendet. Sofern nicht anders bestimmt, werden den Spielern acht Karten gegeben, Vorhand spielt aus und die Spieler müssen wenn möglich Farbe bekennen. Man rechnet nur Minus-Punkte. Die Spiele sind:
1. Serie
1. Oberei. Ziel: Ober vermeiden. Jeder Ober zählt 5 (Minus-)Punkte, oder 10, wenn er im ersten oder letzten Stich fällt. Wenn zwei zusammenfallen, wird die Punktzahl verdoppelt d. h. in der Mitte des Spieles (5 + 5) x 2 = 20 Punkte; drei in einem Stich kostet dreifach d. h. (20 + 5) x 3 = 75. Ober können ultimiert werden: 1 Ober ultimirt = 20; 2 = 20 + 20 = 40 x 2 = 80; 3 Ober ultimirt = 80 + 20 = 100 x 3 = 300. Ein Ober ultimirt und einer am Schluß gefallen = 20  + 10 = 30 x 2 = 60 Punkte u.s.w.
2. Herzerei. Ziel: Herz vermeiden. Jede =Herzkarte zählt 1 Punkt, Herzkini 2, Herzober 3, Herz unter 4 Punkte. Kein Spieler darf Herz ausspielen, so lange er noch überstechbare Blatt in der Karte hat, es sei denn bei den letzten 3 Stiche.
3. Progreß. Ziel: Stiche vermeiden. Der erste Stich zählt 1, der zweite 2, u.s.w.; macht einer der Spieler alle Stiche, so erhalten die übrigen je 30 Punkte.
4. Bilder +. Ziel: Bildkarten („Bilder“ d. h. Ass, König, Ober, Unter) nehmen. Wer die meisten Bilder zählt ist hoch und wird die Differenz bei 7 Bildern doppelt, bei 10 dreifach und bei 13 Bildern vierfach gerechnet; wer gar keine Bilder hat zählt auch die höchste Bilderzahl dazu; alle Bilder zählen 96; z. B. A macht 14 Bilder, B und C je 1 Bild, und D keine Bilder. A zählt keine Minuspunkte, B und C 13 x 4 = 52; D 14 x 4 plus 14 = 70.
5. Fressen. Ziel: so bald wie möglich ausgehen. Die Spieler bekommen einzeln jeweils 3 Karten und der Rest bildet eine Stock. Wer Farbe nicht bekennen kann, muss soviel Karten vom Stock nehmen, bis er kann. Sobald jemand „ex“ ansagt (und dabei rausgeht), zählen die andere Spieler 1 Punkt pro Karte in der Hand. Als der zweite oder dritte ausgeht, zählen die Karten doppelt bzw. dreifach.
6. Minorl'n oder Sequenzen. Ziel: Stiche mit Sequenzen vermeiden. Das Ass zählt 11, die Bildkarten je 10, die andere Karten ihre Nennwerte. Diese Werte zählen nur, wenn die Karten einen Farb-Sequenz bilden, z. B. A spielt Grasacht aus, der zweite gibt Graszehn, der dritte Grasneun, der vierte Grasober = 8 + 9 + 10 = 27; der Grasober zählt nicht weil er außer Sequenz ist; aber der Spieler mit dem Grasober hat gestochen und bekommt 27 Minuspunkte.
7. Rothe König. Ziel: Herzkönig vermeiden. Der ist aber ultimierbar. Im ersten und letzten Stich zählt er 40, in der Mitte 20, ultimirt 80 Punkte. Man sucht gleich bei Beginn des Spieles den König „anzutreiben“.
8. Siebenerei. Ziel: die Siebener vermeiden. Die erst gefallene Sieben zählt 15, die zweite 30, die dritte 45 und die vierte 60 Punkte.
9. Achmed. Ziel: abhängig von der angesagten Spiel. Die Vorhand nennt ein beliebiges Spiel.
10. Ultimo. Ziel: erste und letzte Stich vermeiden. Diese zählen je 20 Punkte; macht aber einer alle Stiche; so erhalten die anderen je 30 Punkte.

2. Serie
1. Quarten. Ziel: Quartette sammeln um aus zu gehen. Wer in der Lage ist, „ex“ zu sagen (also auszugehen) hat die Recht auszuspielen. Nach dem ersten „ex“ werden die überbleibenden Blatt einfach, nach dem zweiten doppelt und nach dem dritten dreifach gerechnet. Meldet Jemand „ex“ ohne hinaus zu kommen, so erhält er 24 Punkte. Melden zwei Spieler gleichzeitig „ex“ so zählt das Spiel 1 + 2 = 3 fach, eventuell 2 + 3 = 5 fach.
2. Grethel. Ziel: die meiste Stiche machen. In diesem Spiel sticht die Sieben die Sieben, die Acht die Acht u.s.w. Vorhand spielt ein beliebiges Blatt aus; der Nächstfolgende muss mit einem Blatt derselben Höhe stechen; sonst irgendeines Blatt auflegen. Man kann einen derartigen Stich liegen lassen, wenn kein Blatt dieser Höhe mehr vorhanden ist und braucht das nächste Mal nur einzuziehen. Am Schluss, hat ein Spieler 8 Stiche gemacht, wird vierfach gerechnet, bei 7 dreifach und bei 6 Stiche doppelt gerechnet, sonst einfach. Haben zwei Spieler je 4 Stiche wird nochmals gegeben und das Spiel doppelt gerechnet. Die Anzahl der gemachten Stiche werden von der höchsten Zahl abgerechnet und einfach, doppelt usw. gewertet; ist die Höhe bei zwei Spielern gleich, so zählt das Spiel ebenfalls doppelt.
3. Regress. Ziel: keine (oder alle) Stiche machen. Progreß aber umgekehrt: der erste Stich zählt 8, der zweite 7 u.s.w.; alle Stiche 30 Punkte für die übrigen Mitspieler.
4. Bilder Minus. Ziel: keine Bilder bekommen. Bilder Plus umgekehrt.
5. Double Noir oder Double Rouge. Ziel: Karten der bestimmten Farben vermeiden. Vermutlich sagt Vorhand „Rouge“ oder „Noir“ und alle vermeiden Karten dieser Farben zu bekommen.[9]
6. Pereat. Ziel: unklar. Jeder bekommt 4 Karten. Die Regeln sind „allen Mitspieler bekannt.“
7. Bestimmter Stich. Ziel: der bestimmte Stich vermeiden. Vorhand bestimmt einen Stich außer dem ersten oder zweiten. Wer diesen bekommt, erhält 30 Punkte.
8. Laufen. Glückspiel. Die Karten werden verdeckt auf den Tisch gelegt. Vorhand bestimmt eine Karte. Unter fortwährendem lauten Zählen nimmt der zweite Spieler eine Karte so lange fort wie er wollt; bekommt er die bestimmte Karte, wird ihm die laufende Zahl notiert. Jetzt nennt er eine weitere Karte und so geht's weiter bis dem Kartenstapel erschöpft ist.
9. Verdeckte Bataille. Glückspiel. Die Spieler dürfen ihre Karten nicht sehen, sondern sie verdeckt vor sich legen. Gleiche Farbe sticht. Der erste Stich kostet 5 Punkte, der zweite 10 usw.
10. Rumpel. Ziel: alle Handkarten auslegen. Das Spiel beginnt mit einer Sieben. Jeder Spieler kann so viele Karten wie möglich in einer aufsteigenden Reihe ablegen. Nach dem ersten „ex“ bekommen die anderen doppelt so viele Punkte wie sie Handkarten haben; beim zweiten „ex“ wird vierfach gerechnet; beim dritten achtfach.

Es gab eine ausführliche Methode, um Punkte in Zahlungen für die Getränkerechnung zu verwandeln.

### Rumpel (2018)
Rumpel wird heute im Landkreis Passau mit einem 36-Blatt-Kartenspiel mit bayerischem Bild und von vier bis neun Spielern gespielt. Jeder muss vier Runden, die als „Königreiche“ bezeichnet werden, vollziehen.
In jedem Spiel müssen die Spieler Farbe bekennen (Farbzwang), aber sie müssen den Stich nicht machen (d. h. kein Stichzwang). Es werden nur Strafpunkte verzeichnet. Die Spiele in jedem Königreich sind zusammen mit ihren individuellen Zielen wie folgt:
1. Oberei: Ziel: Ober vermeiden. Jeder Ober kostet 3 (Straf-)punkte, es sei denn, zwei oder mehr in einem Stich fallen oder in den ersten oder letzten Stich einen Ober fällt. Dann kostet jeder Ober 6 Punkte.
2. Manderlspiel: Ziel: Manderl (Bilderkarten – A, K, O, U) einnehmen. Die Spieler bewerten den Unterschied zwischen der Anzahl, die sie genommen haben, und der Anzahl des Gewinners. Wenn ein Spieler 10 oder mehr Manderls nimmt, werden die Strafen verdoppelt.
3. Quarteln: Ziel: Quarte machen. Karten müssen in Farbsequenz gespielt werden und den vierten gewinnt. Siebener und Asse sind unschlagbar. Sobald man nur noch eine Karte übrig hat, wird das Spiel pausiert und der König schreibt die Anzahl der Karten auf, die jeder Spieler hat. Das Spiel wird fortgesetzt, um Quartette aus allen Tischkarten zu bilden. Das zweite Mal, dass die Punktzahlen niedergeschrieben werden, werden sie verdoppelt; das dritte Mal verdreifacht.
4. Greteln: Ziel: Paare machen. Jeder erhält sechs Karten; acht Karten werden aufgedeckt auf den Tisch gelegt. Man versucht Paare von einer Handkarte und einer Tischkarte derselben Rang zu machen. Man kann die Paare entweder verdeckt oder aufgedeckt liegen lassen. Die aufgedeckte Karten müssen nach einer Runde zugedreht werden, es sei denn, ein anderer Spieler kann mit einer aufgedeckten Karte einen Paar machen. Jeder, der kein Paar bilden kann, muss eine Karte aufgedeckt auf den Tisch legen. Jeder Spieler bewertet den Unterschied zwischen den genommenen Paaren und dem möglichen Maximum.
5. Herz: Ziel: Herzkarten vermeiden. Die Herz-Sieben erzielten 8 Strafpunkte; das Herz-Ass 1. Variante von Herzla und Herzen.
6. Fresserei: Ziel: alle Karten auswerfen. Jeder bekommt 3 Karten; der Talon bleibt auf dem Tisch. Jeder, der nicht Farbe bekennen kann, muss eine Karte aus dem Talon aufnehmen, bis er bekennen kann. Wenn der erste, der zweite und der dritte Spieler alle ihre Karten abgeben; Punktzahlen werden aufgezeichnet.
7. Eins-Zwei-Drei: Ziel: Stiche vermeiden. Der erste Stich erzielt einen Punkt, die zweite 2 usw. Wenn ein Spieler alle Stiche nimmt, erzielen die anderen jeweils 25 Strafpunkte und das Spiel wird wiederholt.
8. Achmed oder Quodlibet. Vorhand sieht sich seine Karten an und kündigt ein Spiel an.

Sonderspiel Rumpel: Dieser besondere Bonus wird behauptet, wenn jemand mit allen Karten von Sieben bis As in der Hand hat. Ober können als Wildkarten verwendet werden. Rumpel erzielt bis zu 60 Strafpunkte.

## Großer Rumpel
Matthias Mala beschreibt „Großer Rumpel“ in seinem Kompendium, das in München 2004 veröffentlicht wurde. Das ist ein Rumpelspiel für bestimmt 4 Spieler mit 32 Karten des bayerischen Bildes, aber es gibt natürlich keinen Grund, warum drei bis neun nicht spielen können, wie oben. Er empfiehlt acht oder zwölf Spiele aus einer Liste von neunundzwanzig auszuwählen. Dazu gehören alle oben genannten mit Ausnahme von „Greteln“. „Manderlspiel“ ist jedoch als „Plus“, „Eins-Zwei-Drei“ als „Fortschritt“ und „Fressen“ als „Fessare“ bekannt. In viele Spiele, wenn einer das entgegengesetzte Ziel vollständig erreicht, verlieren die anderen. Alle Spiele können als einzelne Spiele gespielt werden. In der Tat sind Grün-Ober und Bierkopf („Kappa“) traditionelle bayerische Spiele. Die verbleibenden Spiele umfassen Folgendes:
1. Siebnerei: Ziel: Siebener fangen
2. Achtern: Ziel: Achter vermeiden
3. Alle Neun: Ziel: Neuner fangen
4. Zehnerfang: Zehner vermeiden
5. Untergang: Ziel: Unter vermeiden
6. Grün-Ober: Ziel: den ersten oder letzten Stich oder den Grün-Ober vermeiden. Grundversion von Grasobern
7. Ultimo: Ziel: erste und letzte Stiche vermeiden
8. Xerxes: Ziel: Herz-König vermeiden
9. Minus: Ziel: Bildkarten vermeiden
10. Regress: Ziel: Stiche vermeiden. Jeder aufeinanderfolgende Stich kostet weniger Punkte
11. Majorsequenz: Ziel: Stiche vermeiden, die Sätze oder Sequenzen enthalten
12. Quodlibet: Ziel: Ober und Siebener vermeiden, während Sie „blind“ spielen
13. Solo: Ziel: Kartenpunkte erzielen. Vorhand sieht die ersten vier Karten an und nennt Trumpf. Ass-Zehn-Spiel.
14. Straßenraub: Ziel: Kartenpunkte vermeiden. Ass-Zehn-Spiel und Variante von Ramsch, Ouvert
15. Eichenlaub: Ziel: Kartenpunkte erzielen. Nur Laub- und Eichelkarten zählen; Ass-Zehn-Spiel.
16. Schellenherz: Ziel: Kartenpunkte vermeiden. Nur Schell- und Herzkarten zählen; Ass-Zehn-Spiel.
17. Transmission: Ziel: Kartenpunkte erzielen. Jeder Stich muss nach rechts gegeben werden. Ass-Zehn-Spiel.
18. Kappa: Ziel: Kartenpunkte erzielen. Praktisch Bierkopf; Partnerschaftsspiel; Ass-Zehn-Spiel.
19. Peredo: Ziel: Stiche machen. Partnerschaftsspiel, bei dem nur Karten desselben Ranges stechen
20. Handel: Spiel mit drei Karten, ähnelt das Commerce
21. Stichwahl: Ziel: bestimmte Stich vermeiden. Vorhand bestimmt einen Stich; wer dieser macht, verliert